# Salmo 36

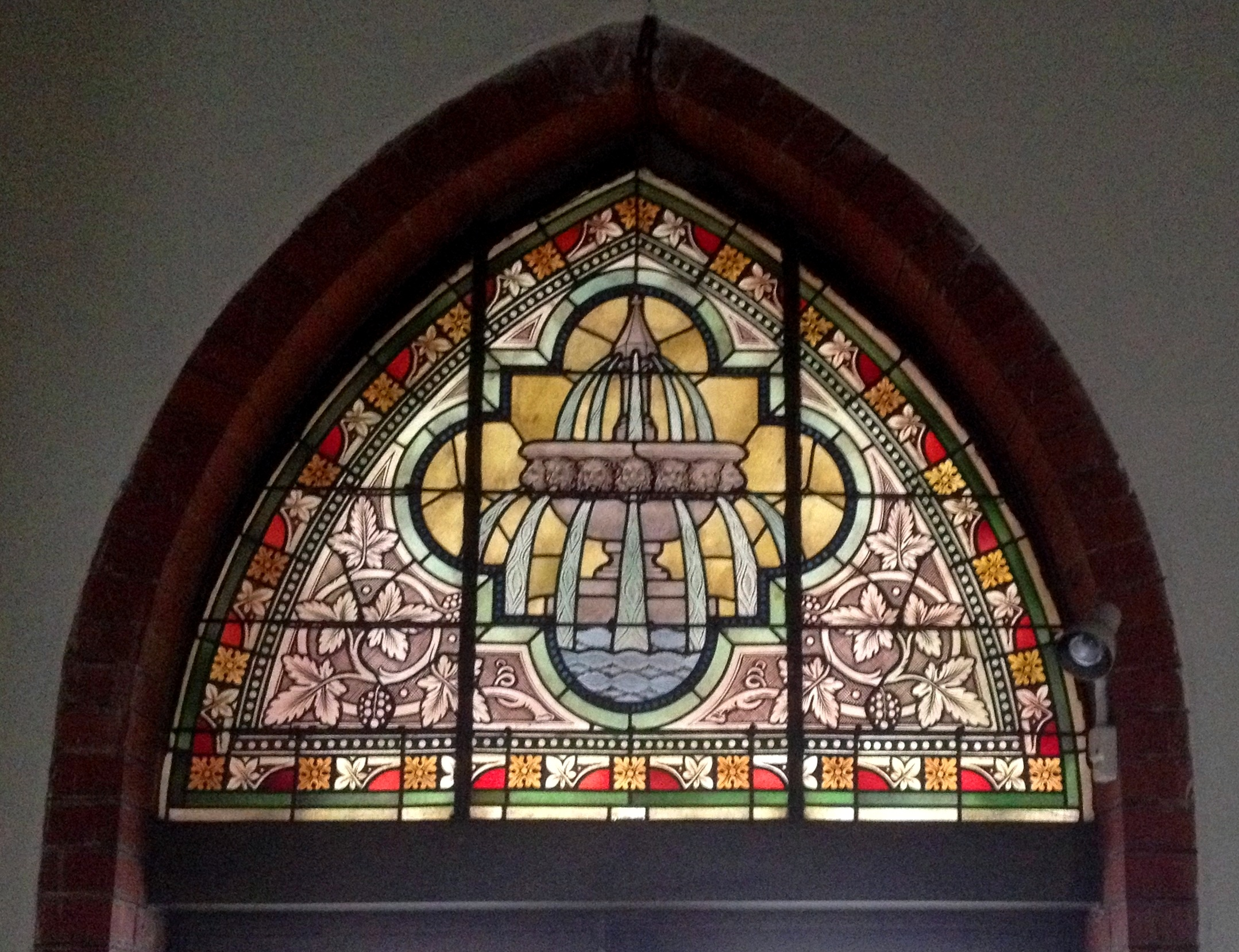
Vetrata che illustra il salmo 36.

Il salmo 36 (35 secondo la numerazione greca) costituisce il trentaseiesimo capitolo del Libro dei salmi.
È tradizionalmente attribuito al re Davide.

## Salmi in questione
1 Di Davide.
Alef
Non adirarti contro gli empi,
non invidiare i malfattori.
2 Come fieno presto appassiranno,
cadranno come erba del prato.
Bet
3 Confida nel Signore e fa' il bene;
abita la terra e vivi con fede.
4 Cerca la gioia del Signore,
esaudirà i desideri del tuo cuore.
Ghimel
5 Manifesta al Signore la tua via,
confida in lui: compirà la sua opera;
6 farà brillare come luce la tua giustizia,
come il meriggio il tuo diritto.
Dalet
7 Sta' in silenzio davanti al Signore e spera in lui;
non irritarti per chi ha successo,
per l'uomo che trama insidie.
He
8 Desisti dall'ira e deponi lo sdegno,
non irritarti: faresti del male,
9 poiché i malvagi saranno sterminati,
ma chi spera nel Signore possederà la terra.
Vau
10 Ancora un poco e l'empio scompare,
cerchi il suo posto e più non lo trovi.
11 I miti invece possederanno la terra
e godranno di una grande pace.
Zain
12 L'empio trama contro il giusto,
contro di lui digrigna i denti.
13 Ma il Signore ride dell'empio,
perché vede arrivare il suo giorno.
Het
14 Gli empi sfoderano la spada
e tendono l'arco
per abbattere il misero e l'indigente,
per uccidere chi cammina sulla retta via.
15 La loro spada raggiungerà il loro cuore
e i loro archi si spezzeranno.
Tet
16 Il poco del giusto è cosa migliore
dell'abbondanza degli empi;
17 perché le braccia degli empi saranno spezzate,
ma il Signore è il sostegno dei giusti.
Iod
18 Conosce il Signore la vita dei buoni,
la loro eredità durerà per sempre.
19 Non saranno confusi nel tempo della sventura
e nei giorni della fame saranno saziati.
Caf
20 Poiché gli empi periranno,
i nemici del Signore appassiranno
come lo splendore dei prati,
tutti come fumo svaniranno.
Lamed
21 L'empio prende in prestito e non restituisce,
ma il giusto ha compassione e dà in dono.
22 Chi è benedetto da Dio possederà la terra,
ma chi è maledetto sarà sterminato.
Mem
23 Il Signore fa sicuri i passi dell'uomo
e segue con amore il suo cammino.
24 Se cade, non rimane a terra,
perché il Signore lo tiene per mano.
Nun
25 Sono stato fanciullo e ora sono vecchio,
non ho mai visto il giusto abbandonato
né i suoi figli mendicare il pane.
26 Egli ha sempre compassione e dà in prestito,
per questo la sua stirpe è benedetta.
Samech
27 Sta' lontano dal male e fa' il bene,
e avrai sempre una casa.
28 Perché il Signore ama la giustizia
e non abbandona i suoi fedeli;
Ain
gli empi saranno distrutti per sempre
e la loro stirpe sarà sterminata.
29 I giusti possederanno la terra
e la abiteranno per sempre.
Pe
30 La bocca del giusto proclama la sapienza,
e la sua lingua esprime la giustizia;
31 la legge del suo Dio è nel suo cuore,
i suoi passi non vacilleranno.
32 L'empio spia il giusto
e cerca di farlo morire.
33 Il Signore non lo abbandona alla sua mano,
nel giudizio non lo lascia condannare.
Kof
34 Spera nel Signore e segui la sua via:
ti esalterà e tu possederai la terra
e vedrai lo sterminio degli empi.
Res
35 Ho visto l'empio trionfante
ergersi come cedro rigoglioso;
36 sono passato e più non c'era,
l'ho cercato e più non si è trovato.
Sin
37 Osserva il giusto e vedi l'uomo retto,
l'uomo di pace avrà una discendenza.
38 Ma tutti i peccatori saranno distrutti,
la discendenza degli empi sarà sterminata.
Tau
39 La salvezza dei giusti viene dal Signore,
nel tempo dell'angoscia è loro difesa;
40 il Signore viene in loro aiuto e li scampa,
li libera dagli empi e dà loro salvezza,
perché in lui si sono rifugiati.